# Gemeine Smaragdschwebfliege
Die Gemeine Smaragdschwebfliege (Chrysogaster solstitialis) ist eine Fliege aus der Familie der Schwebfliegen (Syrphidae). Sie ist die häufigste Art ihrer Gattung in Mitteleuropa.

## Merkmale
Die Fliegen erreichen eine Körperlänge von 6,0 bis 8,5 Millimetern. Ihr schlanker Körper ist samtschwarz gefärbt, lediglich die unbehaarten Facettenaugen sind rot. Bei den Weibchen ist der Thorax etwas glänzend kupferfarben. Die Seiten des Thorax und des Schildchens (Scutellum) sind mit Punkten strukturiert. Die Stirn, die eine Längsrinne besitzt, und das Gesicht sind beim Männchen schwarz glänzend, beim Weibchen erkennt man zusätzlich beidseits der Mitte sieben bis neun Querfurchen. Unterhalb der Fühler tragen die Männchen eine graue Binde am Gesicht. Die Fühler sind bräunlichrot, das dritte Glied ist unterseits an der Basis etwas heller gefärbt. Die Fühlerborste ist deutlich länger als die Fühler. Die dunklen Beine sind zum Teil hell, zum Teil schwarz behaart. Die Flügel sind bräunlich bis schwärzlich verdunkelt, die Flügelwurzel ist nicht gelb. Die Längsadern sind basal braun.

## Vorkommen
Die Tiere kommen in Nordafrika und Europa bis zum Kaukasus, vor allem in feuchten, seltener in trockenen Gebieten vor. Man findet sie in der Nähe von Gewässern, in Wäldern, auf Wiesen und an Wegrändern. Sie fliegen von Mai bis September, wobei der Höhepunkt des Auftretens zwischen Juli und August liegt. Fast immer sind sie auf Doldenblütlern sitzend zu finden. Die Larven leben in nährstoffreichem Schlamm am Rande von pflanzenreichen Gewässern, aber auch in feuchter Erde. Sie atmen durch ein verlängertes Atemrohr am Hinterleibsende.